# Sobre el concepto de ironía en constante referencia a Sócrates

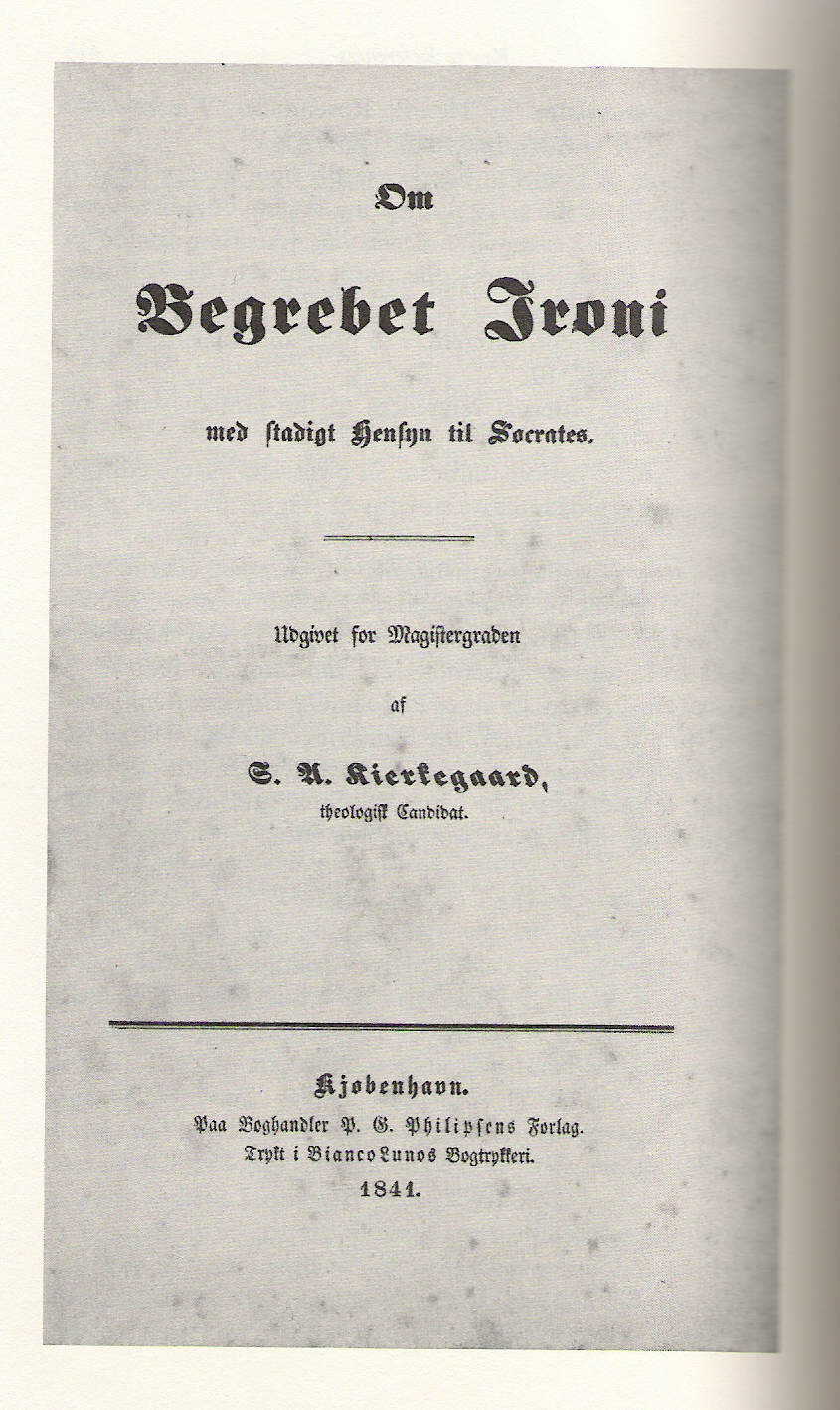
Portada de la tesis universitaria de Kierkegaard.

Sobre el concepto de ironía en constante referencia a Sócrates (en danés: Om Begrebet Ironi med stadigt Hensyn til Socrates) es la tesis universitaria de Søren Kierkegaard, la cual entregó en 1841 bajo Frederik Christian Sibbern. Esta tesis es la culminación de tres años de extenso estudio de Sócrates, desde los puntos de vista de Jenofonte, Aristófanes y Platón.
El trabajo trataba la ironía y, particularmente, la ironía socrática. Kierkegaard se refiere al retrato que hace Aristófanes de Sócrates en su obra Las nubes como la más precisa representación hecha de este hombre. Jenofonte y Platón describían a Sócrates como una persona seria, por ello Kierkegaard consideraba que Aristófanes había entendido mejor la ironía socrática.
En la segunda parte de la tesis, Kierkegaard compara la ironía socrática con las interpretaciones contemporáneas de la ironía. Aquí, ofrece un análisis de los principales escritores y filósofos del siglo XIX, incluidos Fichte, Schlegel y Hegel. Una traducción al inglés del libro también contiene sus notas sobre las Conferencias de Berlín de Schelling de 1841, a las que Kierkegaard asistió poco después de terminar su disertación.